# Raïon de Chtchoutchyn
Le raïon de Chtchoutchyn (en biélorusse : Шчучынскі раён, Chtchoutchynski raïon) ou raïon de Chtchoutchine (en russe : Щучинский район, Chtchoutchinski raïon) est une subdivision de la voblast de Hrodna ou Grodno, en Biélorussie. Son centre administratif est la ville de Chtchoutchyn.

## Géographie
Le raïon couvre une superficie de 1 908,69 km2, dans le centre de la voblast. Il est limité au nord par la Lituanie, à l'est par le raïon de Voranava et le raïon de Lida, au sud par le raïon de Dziatlava et le raïon de Masty, et à l'ouest par le raïon de Hrodna.

## Histoire
Le raïon de Chtchoutchyn a été créé le 15 janvier 1940, comme subdivision de la voblast de Baranavitchy. Le 20 septembre 1944, après sa libération de l'occupation allemande, il a été transféré à la voblast de Hrodna ou Grodno.

## Population

### Démographie
Les résultats des recensements de la population (*) font apparaître une forte baisse de la population depuis les années 1970.
| 1959*  | 1970*  | 1979*  | 1989*  | 1999*  | 2009*  |
| ------ | ------ | ------ | ------ | ------ | ------ |
| 91 468 | 89 590 | 80 550 | 68 475 | 61 518 | 47 764 |

### Nationalités
Selon les résultats du recensement de 2009, la population du raïon se composait de trois nationalités principales :
- 46,38 % de Polonais ;
- 44,99 % de Biélorusses ;
- 6,39 % de Russes ;

### Langues
En 2009, la langue maternelle était le biélorusse pour 72,35 % des habitants du raïon de Chtchoutchyn et le russe pour 24,15 %. Le biélorusse était parlé à la maison par 58,3 % de la population et le russe par 33,2 %.